# Quemado
Quemado és una concentració de població designada pel cens dels Estats Units a l'estat de Texas. Segons el cens del 2000 tenia 243 habitants.

## Demografia
Segons el cens del 2000, Quemado tenia 243 habitants, 81 habitatges, i 64 famílies. La densitat de població era de 781,9 habitants/km². 87% dels ciutadans són d'origen hispà.
Dels 81 habitatges en un 40,7% hi vivien nens de menys de 18 anys, en un 66,7% hi vivien parelles casades, en un 11,1% dones solteres, i en un 19,8% no eren unitats familiars. En el 16% dels habitatges hi vivien persones soles el 9,9% de les quals corresponia a persones de 65 anys o més que vivien soles. El nombre mitjà de persones vivint en cada habitatge era de 3 i el nombre mitjà de persones que vivien en cada família era de 3,42.
Per edats la població es repartia de la següent manera: un 28% tenia menys de 18 anys, un 7,8% entre 18 i 24, un 23,9% entre 25 i 44, un 21,4% de 45 a 60 i un 18,9% 65 anys o més.
L'edat mediana era de 38 anys. Per cada 100 dones de 18 o més anys hi havia 94,4 homes.
La renda mediana per habitatge era d'11.576 $ i la renda mediana per família d'11.957 $. Els homes tenien una renda mediana d'11.818 $ mentre que les dones 25.000 $. La renda per capita de la població era de 7.099 $. Aproximadament el 48,6% de les famílies i el 51,7% de la població estaven per davall del llindar de pobresa.

## Poblacions més properes
El següent diagrama mostra les poblacions més properes.